# Главен прокурор на Бразилия
Главният прокурор на Бразилия, чието официално название е Главен прокурор на Републиката (на португалски: Procurador-Geral da República), е едноличен орган в Бразилия, който оглавява Прокуратурата на Съюза (на португалски: Ministério Público da União) и ръководи един от основните ѝ дялове – Федералната прокуратура – автономна агенция, отговаряща за наказателното преследване, за защитата на интересите на малцинствата, за защита на околната среда и основните конституционни права на гражданите. Главният прокурор оглавява група от независими магистрати, които работят за разкриването и преследването на криминалните, трудовите и граждански престъпления, както и на посегателствата срещу гражданското общество – най-вече посегателствата срещу различните етнически, религиозни, сексуални и политически малцинства, и срещу природата.
Главният прокурор се назначава по предложение на президента на Бразилия и след одобрение с абсолютно мнозинство от Федералния сенат на Бразилия. Главният прокурор се назначава за срок от 2 години, с право на още едно преназначаване. Кандидатите за поста трябва да са над 35 години и да имат доказана юридическа кариера. Главният прокурор на страната се отстранява по искане на президента след разрешение от Сената. Освен това главният прокурор се намира под юрисдикцията на Върховния федерален съд и може да бъде съден единствено от него.
Главният прокурор на Бразилия има правото да предлага закони, които да определят структурата и статута на всяка прокуратура в страната. До 1988 г. главният прокурор е официалният съветник по правни въпроси на правителството и негов представител пред съда – функция, която след 1988 г. преминава към главния адвокат на Съюза. Органите по разследване към федералната полиция осъществяват дейността си под прекия надзор на прокурори, подчинени на главния прокурор на Републиката. Според Конституцията на Бразилия главният прокурор на Рвпубликата задължително се изслушва от Върховния федерален съд при всяко дело за противоконституционност, което се разглежда от съда. Главният прокурор на Републиката има право и да сезира Върховния федерален съд относно конституционността на актовете на Конгреса и президента на страната.
Тъй като Бразилия е съюз на отделни щати, според конституцията всеки щат и федералният окръг също притежават свои главни прокурори – т.нар. щатски главни прокурори (Procurador-Geral de Justiça), които изпълняват същите задължения като главния прокурор на Републиката, но на местно равнище. Те се назначават от губернаторите на отделните щати.
Щатските и федералните прокурори в Бразилия са държавни служители, които заемат длъжността си след полагане на публични изпити.